# Czyste Jezioro (gmina Lipusz)
Czyste Jezioro – śródleśne jezioro bezodpływowe w mezoregionie Bory Tucholskie, położone w województwie pomorskim, w powiecie kościerskim, w gminie Lipusz.
Jezioro stanowi własność 2 rolników z wsi Płocice.

## Hydronimia
Według urzędowego spisu opracowanego przez Komisję Nazw Miejscowości i Obiektów Fizjograficznych (KNMiOF) nazwa tego jeziora to Czyste Jezioro. W różnych publikacjach i na mapach topograficznych jezioro to występuje pod nazwą Jezioro Czyste.

## Morfometria
Powierzchnia zwierciadła wody według różnych źródeł wynosi od 1,6 ha do 3,1623 ha.